# Милутин Марковић
Милутин Ј. Марковић (Јасеница, 1858 — Београд, 14. март 1929) био је српски адвокат, политички и културни делатник. Био је учесник Српско-турских ратова и посланик у Великој Народној Скупштини.

## Биографија и каријера
Основну школу завршио је у Аранђеловцу, а Велику Школу и Правни факултет у Београду. У Великој Школи узимао је учешћа у многим покретима, а једно време био је и председник Побратимства.
Учествовао је у Српско-турским ратовима 1876-1878. године на Великом Шанцу и Ђунису.
Није дуго био у државној служби, а за време службовања био је председник Апелације, члан Касације и председник Државног Савета. Био је адвокат и јако се брзо истакао у том послу, поставши једно од значајнијих имена у престоници. Доста рано се истакао и у политици, у Великој Народној Скупштини био је посланик за Београд. Једно време био је уредник Самоуправе и био је у првим редовима тадашње Радикалне странке. Једно време био је и сенатор за београдски округ. 
Марковић је узимао учешћа у оснивању разних културних, националних и индустријских установа, као што су Друштво Свети Сава, коме је био један од првих утемељивача и добротвора. Године 1904. изабран је и за потпредседника овог друштва, а по смрти Андре Ђорђевића изабран је 1921. за председника Друштва, али се ускоро разболео и разрешен је ове дужности, али и изабран за доживотног почасног председника. Осим овог друштва био је међу оснивачима Српског Бродарског Друштва и Београдске Задруге. 
Као и многи српски политички и национални делатници и Марковић је био заробљен у Првом светском рату. Бугарске власти су га 1915. године затекле у Призрену као избеглицу и интернирале га у Бугарску, најпре у Карлово, а затим у Пловдив.
Преминуо је у Београду 1929. године, у кругу своје породице, након дугог боловања. 